# Tom Henderson
Thomas Edward „Tom” Henderson (ur. 26 stycznia 1952 w Newberry w stanie Karolina Południowa) – amerykański koszykarz zawodnik Atlanta Hawks uczestnik i srebrny  medalista letnich igrzysk olimpijskich w Monachium. W 1974 został wybrany do zespołu NBA Atlanta Hawks.